# الفبای ترکمنی

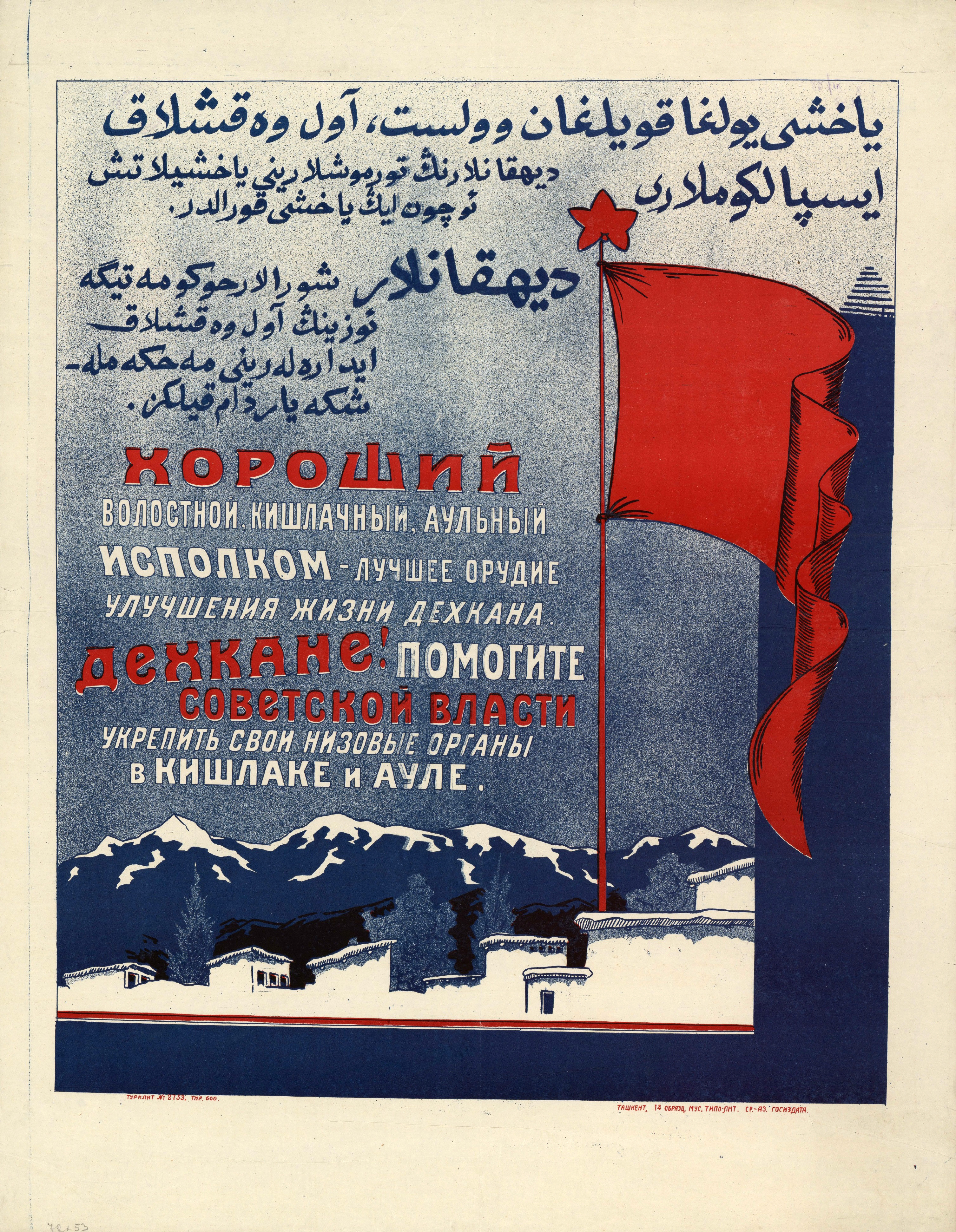
نمایی از یک‌پوستر به زبان ترکمنی (بالا) و روسی (پایین) - ۱۹۲۴

زبان ترکیِ ترکمنی با داشتن هفت‌میلیون گویش‌ور در کشورهای ترکمنستان، ایران، افغانستان، عراق و سوریه یکی از زبان‌های عمده قومی در این منطقه به‌شمار می‌رود. ترکمنی از جمله زبان‌هایی است که ادبیات آنان در درازای تاریخ، کم‌تر بر کتابت و آثار نوشتاری مبتنی بوده‌است. هم‌چنین جوامع ترکمن‌زبان در کشورهای مختلفی پراکنده‌اند. به همین علت، امروزه شاهد کتابت زبان ترکمنی با خطوط مختلف عربی، روسی و لاتین می‌باشیم.
همان‌گونه که می‌دانیم، ترکمنهای ایران، افغانستان، عراق و سوریه از الفبای عربی استفاده می‌کنند. با این حال در میان اکثریت جامعه ترکمن‌زبان جهان الفبای لاتین ترکمنی متداول است. در کشور ترکمنستان زبان ترکمنی با الفبای لاتین رسمیت دارد.

## الفبای عربی ترکمنی
ایجاد یک الفبای عربی استاندارد و واحد برای زبان ترکمنی یک پروژه‌ٔ طولانی مدت حداقل در چهار دهه‌ٔ گذشته در ایران بوده است. البته که استفاده از الفبای عربی-فارسی بدون هیچ تغییر و یا استانداردسازی، برای زبان ترکمنی مناسب نیست، چرا که اولا که در الفبای عربی-فارسی، چندین حرف صامت برای یک صدای واحد وجود دارد، به طور مثال، حروف «ت» و «ط». و دوما این که، الفبای عربی-فارسی حروف و حرکات مورد نیاز برای نشان دادن حروف صدادار موجود در ترکمنی را ندارد.
الفبای مدرن عربی ترکمنی برای اولین بار توسط مرحوم دکتر حمید نطقی در دی ماه سال ۱۳۶۵، با نام «املاء قایدالاری» (یازی قایدالاری)، به معنای قواعد املاء در مجله وارلیق ارائه شد. در دهه‌های بعدی، الفبای عربی ترکمنی در کتب و نشریات مختلف به جامعه‌ٔ فرهنگی ترکمن‌های ایران ارائه شد و در طول دهه ۱۳۷۰ و ۱۳۸۰، جلسات سمینارهای مختلفی در ترکمن‌صحرا برای حل اختلافات و برطرف کردن شبهه‌ها برگزار شد. در نهایت، کار تدوین و ارائه‌ٔ نوشتار استاندارد عربی ترکمنی به جامعه‌ٔ ترکمن ایران بر دوش آقای محمود عطاگزلی، نویسنده و محقق پیش‌کسوت ترکمن محول شد. وی همین‌طور مسئولیت ویرایش و تصحیح بیش از ۳۰ کتاب ترکمن‌زبان را به عهده داشت. الفبای عربی ترکمنی استاندارد، ثمره‌ٔ تلاشهای آقای عطاگزلی و سایر فرهنگیان ترکمن، امروزه در نشریات ترکمن‌زبانی مثل «صحرا» و «یاپراق»، وبسایت‌های خبری داخلی مثل «ترکمن‌نیوز» (لینک) و همین‌طور وبسایت رادیو تلویزیون ملی ترکیه (لینک) استفاده می‌شود.
آقای محمود عطاگزلی، در مرداد ۱۳۹۲، به‌روزترین مجموعه قوانین نوشتار ترکمنی را در نسخه‌ای الکترونیکی با نام راهنمای نوشتار درست ترکمنی (به ترکمنی: تورکمن یازوو قادالاری, Türkmen Ýazuw Kadalary) منتشر کرد. در این نشریه، نه تنها حروف ترکمنی ارائه شده‌اند، بلکه قوانین واج‌شناسی و آواشناسی ترکمنی و قوانین نوشتار برای بازتاب دادن صحیح واجها و صداهای زبان ترکمنی نیز مرور شده‌اند.

### واکه‌ها
در الفبای ترکمنی ۹ واکه وجود دارند.
|                                            |             | لبی    | لبی    | غیر لبی | غیر لبی   | غیر لبی   | غیر لبی |     |
|                                            |             | تنگ    | باز    | تنگ     | تنگ       | تنگ       | باز     | باز |
| ------------------------------------------ | ----------- | ------ | ------ | ------- | --------- | --------- | ------- | --- |
| پسین یوْغیٛن چِکیمی سِس‌لِر ýogyn çekimli sesler | عربی        | اوُ / وُ | اوْ / وْ | ایٛ / یٛ  | ایٛ / یٛ    | آ / ‍ـا     | آ / ‍ـا   |     |
| پسین یوْغیٛن چِکیمی سِس‌لِر ýogyn çekimli sesler | معادل لاتین | U u    | O o    | Y y     | Y y       | A a       | A a     |     |
| پسین یوْغیٛن چِکیمی سِس‌لِر ýogyn çekimli sesler | آوانگاری    | [u]    | [o]    | [ɯ]     | [ɯ]       | [ɑ]       | [ɑ]     |     |
| پیشین اینچه چِکیمی سِس‌لِر inçe çekimli sesler | عربی        | اوٚ / وٚ | اؤ / ؤ | ای / ی  | اِ / ـِ / ه | اِ / ـِ / ه | أ / ـأ  |     |
| پیشین اینچه چِکیمی سِس‌لِر inçe çekimli sesler | معادل لاتین | Ü ü    | Ö ö    | I i     | E e       | E e       | Ä ä     |     |
| پیشین اینچه چِکیمی سِس‌لِر inçe çekimli sesler | آوانگاری    | [y]    | [ø]    | [i]     | [ɛ]       | [ɛ]       | [æ]     |     |

#### هماهنگی واکه‌ای
واکه‌ها در ترکمنی به دو گروه پیشین یا زیر (به ترکمنی: اینچه، inçe) و پسین یا بم (به ترکمنی: یوْغیٛن، ýogyn) تقسیم می‌شوند. در زبان ترکمنی، مشابه دیگر زبان‌های ترکی، واژگان از قواعد هماهنگی واکه‌ای تبعیت می‌کنند. در زبان ترکمنی،  این به این معنی که واکه‌های کلمات یا همگی پیشین و یا همگی پسین هستند. عملا این به معنای این است که تمامی واکه‌های واژه یا در جلوی دهان و یا در پس دهان ادا می‌شوند.
به‌طور مثال، در ترکمنی دو پسوند جمع وجود دارد، ـلِر / ler که دارای واکه‌ٔ پیشین و ـلار / lar که دارای واکه‌ٔ پسین است. سایر پسوند‌ها نیز در زبان ترکمنی دارای این دوگانگی هستند. به‌طور مثال:
- کلمه‌ٔ ایت (it) به معنای «سگ»، دارای واکه‌ٔ  پیشین. جمع آن، ایتلِر (itler) خواهد بود. (ایتلار اشتباه است)
- کلمه‌ٔ دؤرت (dört) به معنای «چهار»، دارای واکه‌ٔ پیشین است. کلمه‌ٔ مشتق به معنای «هر چهارتای ما»، دؤردیمیز (dördimiz) خواهد بود.

حال به این مثال واکه‌های پسین توجه کنید:
- کلمه‌ٔ داغ (dag) به معنی «کوه». جمع آن داغلار (daglar) خواهد بود. (داغلِر غلط است.)

قانون واکه‌ای دیگری که در ترکمنی وجود دارد این است که هر هجا فقط و فقط باید یک واکه یا مصوت داشته باشد. واژه‌های دخیل از سایر زبان‌ها نیز در ترکمنی از این قانون تبعیت می‌کنند.

#### قانون واکه‌های لبی
در ترکمنی قانونی است که واژگان نباید به واکه‌های لبی ختم شوند. همچنین قانونی در ترکی آذربایجانی وجود ندارد.
واکه‌ٔ لبی o / اوْ  و ö / اؤ فقط می‌تواند در هجای اول کلمه باشد. حتی اگر در تلفظ کلمات در هجاهای دیگر نیز شنیده بشوند، آنها باید یا به صورت a / ـا یا به صورت e / ــِـ ە  نوشته شوند. 
واکه‌های لبی u / اوُ و ü / اوٚ  فقط در هجای اول و دوم واژگان می‌توانند باشند.
واژگان دخیل از سایر زبان‌ها و همین‌طور واژگان مرکب از این قواعد مستثنی هستند.

#### نوشتار واکه‌ها
برخی از واکه‌هایی در جدول بالا ارائه شده‌اند، در یکی از دو حالت آنها حرف «الف» دارند و در دیگری ندارند. اگر این واکه‌ها در اول کلمه بیایند، با الف نوشته شده، ولی اگر در میان یا آخر کلمات بیایند، بدون الف نوشته می‌شوند. به مثالی با واکه‌ٔ اوُ / وُ (u) توجه کنید:
- کلمه‌ٔ اوُن (un) به معنای «آرد». نوشتن آن به صورت وُن اشتباه است.
- کلمه‌ٔ بوُغدای (bugdaý) به معنای «گندم». نوشتن آن به صورت باوُغدای غلط است.

واکه‌ٔ لاتین «a» معمولا در تمامی حالات با آ / ـا نوشته می شود. این قانون برای تمامی واژگان ترکمن صدق می‌کند. اما واژگان دخیل از فارسی و عربی، که نوشتار خاص خود در آن زبان‌ها را دارند و این نوشتار برای ترکمن‌زبانان نیز آشنا می‌باشد، می‌توانند از این قانون مستثنی باشند. علاوه بر «الف»، در زبان فارسی و عربی، صدای «a» با ــَـ و همین‌طور با ع یا با فتحه عَـ و یا با عا نیز نشان داده می‌شود.
در ترکمنی دو نوع هجا وجود دارد. هجای باز که به واکه ختم می‌شوند و یا هجای بسسته که به حروف بی صدا ختم می‌شوند. اهمیت انواع هجاها در نوع نوشیتار حرف معادل «e» می باشد. همان‌طور که پیشتر نشان‌داده شد، صدای «e» با یکی از سه حالت اِ / ـِ / ه نشان داده می‌شود. اگر «e» در اول کلمه باشد، با الف نشان داده می شود. اگر «e» در هجای بسته باشد، با ـِ نشان داده می‌شود. و اگر «e» در هجای باز باشد، با ه / ـه (مشابه نوشتار کردی و اویغوری) نشان داده می‌شود. به ‌طور مثال:
- کلمه‌ٔ ال (el) به معنای «دست». حرف «e» در اول واژه با الف نشان داده شده است.
- کلمه‌ٔ دِسسان (dessan) به معنای «داستان». این کلمه از دو هجای بسته‌ٔ (des+san) تشکیل شده است. به این خاطر، صدای «e» با ضمه ـِ نشان داده شده است.
- کلمه‌ٔ ارته‌کی (erteki) از سه هجای (er+te+ki) تشکیل شده است. هجای دوم این کلمه، هجای باز مختوم به «e» می باشد. پس این صدا با ه / ـه نشاد داده می‌شود.

یک استثنا از این قاعده، پسوند ـلری (-leri) است، که پسوند جمع در حالت مفعولی یا مالکیتی است. با وجود اینکه هجای اول این پسوند، (le+ri)، هجای باز مختوم به «e» است، از ضمه ـِ به جای ه / ـه استفاده می شود.

### هم‌خوان ها
در حالی که الفبای لاتین ترکمنی دارای ۲۱ حرف هم‌خوان است، الفبای عربی ترکمنی ۳۲ هم‌خوان دارد، به دلیل این‌که چندین حرف می‌توانند نشان‌دهنده‌ٔ یک صدا باشند. دو حرف نگ به عنوان یک حرف واحد شمارده شده‌اند چرا که وقتی که در کنار یک‌دیگر قرار بگیرند با هم و به شکل «ن» غنه تلفظ می‌شوند.
| شماره | حرف    | معادل لاتین | آوانگاری | مثال   | نوشتار لاتین | معنی       |
| ----- | ------ | ----------- | -------- | ------ | ------------ | ---------- |
| ۱     | ب      | B b         | [b]      | باش    | Baş          | سر         |
| ۲     | پ      | P p         | [p]      | پالتا  | Palta        | تبر        |
| ۳     | ت      | T t         | [t̪]      | تانا   | Tana         | گوساله     |
| ۴     | ث      | S s         | [s]      | ثمر    | Semer        | ثمر        |
| ۵     | ج      | J j         | [dʒ]     | آجیٛ    | Ajy          | تلخ        |
| ۶     | چ      | Ç ç         | [tʃ]     | چکیچ   | Çekiç        | چکش        |
| ۷     | ح      | H h         | [h~x]    | حو‌ْراز  | Horaz        | خروس       |
| ۸     | خ      | H h         | [x]      | آخ     | Ah           | کلمه‌ٔ افسوس |
| ۹     | د      | D d         | [d̪]      | داغ    | Dag          | کوه        |
| ۱۰    | ذ      | Z z         | [z]      | ذلیل   | Zelil        | ذلیل       |
| ۱۱    | ر      | R r         | [ɾ~r]    | بارماق | Barmak       | انگشت      |
| ۱۲    | ز      | Z z         | [z]      | آز     | Az           | اندک       |
| ۱۳    | ژ      | Ž ž         | [ʒ]      | آژدار  | Aždar        | اژدها      |
| ۱۴    | س      | S s         | [s]      | سن     | Sen          | تو         |
| ۱۵    | ش      | Ş ş         | [ʃ]      | آشاق   | Aşak         | پایین      |
| ۱۶    | ص      | S s         | [s]      | صنم    | Senem        | صنم        |
| ۱۷    | ض      | Z z         | [z]      | ضرر    | Zerer        | ضرر        |
| ۱۸    | ط      | T t         | [t̪]      | حاط    | Hat          | خط / نامه  |
| ۱۹    | ظ      | Z z         | [z]      | ظالم   | Zalym        | ظالم       |
| ۲۰    | ع      | N/A         | [ʔ]      | عزیز   | Eziz         | عزیز       |
| ۲۱    | غ      | G g         | [ɣ~ʁ]    | باغ    | Bag          | باغ        |
| ۲۲    | ف      | F f         | [ɸ]      | نفس    | Nefes        | نفس        |
| ۲۳    | ق      | G g         | [ɡ~ɢ]    | قارا   | Gara         | سیاه       |
| ۲۳    | ق      | K k         | [k~q]    | قاقا   | Kaka         | پدر / جد   |
| ۲۴    | ك / ک  | K k         | [k]      | ناشنوا | Ker          | کر         |
| ۲۵    | گ      | G g         | [ɡ~ɢ]    | گل     | Gel          | بیا!       |
| ۲۶    | ل      | L l         | [l~ɫ]    | لال    | Lal          | لال        |
| ۲۷    | م      | M m         | [m]      | من     | Men          | من         |
| ۲۸    | ن      | N n         | [n]      | نار    | Nar          | انار       |
| ۲۹    | نگ     | Ň ň         | [ŋ~ɴ]    | منگ    | Meň          | خال        |
| ۳۰    | و      | W w         | [β]      | آو     | Aw           | شکار       |
| ۳۱    | ه / هـ | H h         | [h]      | هانی   | Hany         | کجاست؟     |
| ۳۲    | ی      | Ý ý         | [j]      | یاز    | Ýaz          | بهار       |

#### نکات
1. کلمات ترکمن نمی‌توانند به حرف ب (b) ختم شوند، به‌جای آن باید از حرف پ (p) استفاده شود. در الفبای لاتین این قاعده در تمام کلمات رعایت می‌شود، اما در الفبای عربی، واژه‌های دخیل از فارسی یا عربی می‌توانند مستثنی باشند، مثلا کباب (kebap). اگر به کلمه‌ای که به پ (p) ختم می شود، پسوندی که با واکه شروع می‌شود اضافه شود، این حرف تبدیل به ب (b) می‌شود. بطور مثال کلمه‌ٔ اطراپ (etrap) به معنای «شهرستان»، در حالت مالکیتی، به اطرابیٛ (etraby) تبدیل می‌شود. این قاعده شامل کلمات تک‌ّهجایی نمی باشد.
2. تمام کلمات اصالتا ترکمنی که در آن حرف (t) دارند، با ت نوشته می‌شوند. حرف ط، در حالی که در ترکمنی تلفظ یکسانی دارد، تنها در واژگان دخیل کاربرد دارد.
3. کلمات ترکمن نمی‌توانند به حرف ج (j) ختم شوند، به‌جای آن باید از حرف چ (ç) استفاده شود. در الفبای لاتین این قاعده در تمام کلمات رعایت می‌شود، اما در الفبای عربی، واژه‌های دخیل از فارسی یا عربی می‌توانند مستثنی باشند. اگر به کلمه‌ای که به چ (ç) ختم می شود، پسوندی که با واکه شروع می‌شود اضافه شود، این حرف تبدیل به ج (j) می‌شود. بطور مثال کلمه‌ٔ دوٚرتگوٚچ (dürtgüç) در حالت مالکیتی، به دوٚرتگوٚجی (dürtgüji) تبدیل می‌شود. این قاعده شامل کلمات تک‌ّهجایی مثل ساچ (saç) نمی باشد.
4. کلمات ترکمن نمی‌توانند به حرف د (d) ختم شوند، به‌جای آن باید از حرف ت (t) استفاده شود. در الفبای لاتین این قاعده در تمام کلمات رعایت می‌شود، اما در الفبای عربی، واژه‌های دخیل از فارسی یا عربی می‌توانند مستثنی باشند. اگر به کلمه‌ای که به ت (t) ختم می شود، پسوندی که با واکه شروع می‌شود اضافه شود، این حرف تبدیل به د (d) می‌شود. این قاعده شامل کلمات تک‌ّهجایی نمی باشد.
5. تمام کلمات اصالتا ترکمنی که در آن حرف (z) دارند، با ز نوشته می‌شوند. حروف ذ / ض / ظ، در حالی که در ترکمنی تلفظ یکسانی دارد، تنها در واژگان دخیل کاربرد دارد.
6. تمام کلمات اصالتا ترکمنی که در آن حرف (s) دارند، با س نوشته می‌شوند. حروف ث / ص، در حالی که در ترکمنی تلفظ یکسانی دارد، تنها در واژگان دخیل کاربرد دارد.
7. حرف لاتین (g)، در کلمات با واکه‌های پسین، به صورت ق / غ و با واکه‌ای پیشین به صورت گ نوشته می‌شود.
8. حرف غ هیچ‌گاه در شروع واژه استفاده نمی‌شود. حرف غ در مواردی که حرف لاتین (g) صدای ارتعاشی دارد نوشته می‌شود. در غیر این صورت، از حرف ق استفاده می‌شود. واژه‌های دخیل از فارسی یا عربی می‌توانند مستثنی باشند.
9. حرف لاتین (k)، در کلمات با واکه‌های پسین، به صورت ق و با واکه‌ّای پیشین به صورت ک نوشته می‌شود.

### تشدید
مشابه زبان فارسی و عربی،‌ در ترکمنی از حرکت تشدید برای نشان دادن دوبار تلفظ هم‌خوان استفاده می‌شود. به طور مثال:
- قصّه (Kyssa)
- ینگّه (Ýeňňe)

اما دو استثنا در استفاده از تشدید در ترکمنی وجود دارد. اول این‌که دو حرف هم‌خوان پشت سر هم به دلیل ترکیب دو واژه، و یا اضافه شدن پسوند به یک واژه به وجود بیاید. در این صورت، هر دو حرف باید نوشته شوند. به طور مثال واژه سوٚممک (sümmek) که از ترکیب بن فعل سوٚم (süm) به اضافه پسوند مصدرساز ـمِِک درست می‌شود.  پس نوشتن آن به صورت سوٚمّک اشتباه است.
دومین استثنا زمانیست که دو حرف هم‌خوان پشت سر هم به دلیل تغییر در تلفظ هم‌خوان‌ها در کلمه‌ای قدیمی‌تر به وجود بیایند. به طور مثال کلمه ترکمنی بوْسسان (bossan) به معنی «بوستان». این کلمه از واژه فارسی «بوستان» و از تغییر حرف «ت» به «س» به وجود آمده است. پس نوشتن آن به صورت بوْسّان غلط است.

## الفبای لاتین ترکمنی

### تاریخچه‌ٔ الفبای لاتین ترکمنی
الفبای لاتین در حدود قرن اول پیش از میلاد پدید آمد و به تدریج با گسترش امپراتوری روم در تمامی اروپا انتشار یافت.
کتاب لغت «کودکس کومانیکوس» (مجموعه قبچاق) شاید اولین نمونه استفاده الفبای لاتین در راستای کتابت زبان‌های ترکی است که در اوایل قرن ۱۴ میلادی توسط مبلغین مذهب مسیح نوشته شده‌است؛ امّا عملاً تا زمان رسمیت یافتن خط لاتین در جمهوری ترکیه یعنی سال ۱۹۲۸ میلادی، زبان‌های ترکی با الفبای لاتین بی‌گانه بودند.
یک سال پس از آن، یعنی در سال ۱۹۲۹ الفبای رسمی جمهوری جدید التأسیس ترکمنستان از عربی به لاتین تغییر یافت. الفبای لاتین ترکمنی، نخست ۴۰ حرف داشت؛ امّا پس از اصلاح و تعدیل با حذف ۷ واکه (مصوت-آوا) بلند و سه هم‌خوان ق، ق بی‌واک و خ مجموعه حروف آن به ۳۰ حرف تقلیل یافت. متأسفانه چنین مقدر شده بود که آینده زبان ترکمنی توسط کاخ‌نشینان کرملین رقم زده شود. در سال ۱۹۴۰ الفبای کریل (روسی) در اکثر جمهوری‌های شوروی جای‌گزین الفبای لاتین شد و تا فروپاشی اتحاد جماهیر شوروی مورد استفاده قرار گرفت. پس از استقلال جمهوری ترکمنستان در سال ۱۹۹۱ تغییر مجدّد الفبای رایج مملکت به خط لاتین در سرلوحه برنامه‌های حکومت جدید این کشور قرار گرفت. الفبای جدید لاتین ترکمنی دارای ۳۰ حرف است: ۲۱ هم‌خوان و ۹ واکه. کتابت زبان ترکمنی با این الفبا بر پایه دستاوردهای علم زبان‌شناسی بوده و دارای رسم‌الخطی کاملاً قاعده‌مند و بسیار مدوّن است.

### واکه ها
در الفبای لاتین ترکمنی ۹ واکه وجود دارد، یعنی Y ,Ü ,U ,Ö ,O ,E ,Ä ,AوI که هر یک می‌توانند به دو صورت کوتاه یا بلند تلفظ شوند. مثلاً A در دو کلمه daş (سنگ) و daş (دور). امّا برای گونه کوتاه یا بلند آن‌ها حروف مجزایی مقرر نشده‌است. واکه‌ها به قرار ذیل‌اند.
واکه ها
ردیف حرف صدا حرف معادل در ترکمنی ایران کوتاه بلند.

۱- a A / آ ا، At / اسب، aý / ماه.
۲- Ä ä / اَ أ، äber / بده (۱)، är / شوهر.
۳- E e / اِ اِ، et / گوشت (۲)
۴- o O / اُ او، ot / علف، on / عدد ده
۵- Ö ö / اُ زیر اؤ، öý / خانه، öl / خیس
۶- U u / او او، uç / پرواز کن، un / آرد
۷- Ü ü / او زیر ای، üç / عدد سه (۳)
۸- I I / ای ی، it / سگ، çig / خام
۹- Y y / ایٛ یٛ بم ، çyn / راست، cyg / نم
توضیح
۱- واکه e در زبان ترکمنی فاقد تلفظ بلند است.
۲- واکه ü در زبان ترکمنی فاقد تلفظ بلند است؛ امّا در ترکیب با دو نیم‌واک w و ý می‌تواند بلند ادا گردد. (به‌صورت üw یا üý) بطور مثال: Çüý / میخ، düw / گره بزن
۳- بازشناختن دو واکه i و y (ای بم) برای کسانی که کم‌تر با زبان ترکمنی آشنایی دارند، سخت است. راهنمایی می‌کنیم که i با بخش پیشین دهان و y با بخش پسین دهان ادا می‌گردد.

### همخوان ها
الفبای لاتین ترکمنی دارای ۲۱ حرف هم‌خوان است
ردیف حرف صدا مثال توضیحات
| شماره | حرف | معادل عربی    | مثال      | نوشتار عربی | معنی       |
| ----- | --- | ------------- | --------- | ----------- | ---------- |
| ۱     | b B | ب             | Bal       | بال         | عسل        |
| ۲     | Ç ç | چ             | Çüý       | چوٚی         | میخ        |
| ۳     | D d | د             | Dok       | دوْق         | سیر        |
| ۴     | f F | ف             | Faks      | فاکس        | فکس        |
| ۵     | G g | گ             | Gün       | گوٚن         | خورشید     |
| ۵     | G g | ‌ ق            | Gan       | قان‌         | خون        |
| ۵     | G g | غ             | Dag       | داغ         | کوه        |
| ۶     | H h | ح             | Horaz     | حو‌ْراز       | خروس       |
| ۶     | H h | خ             | ‌Ah        | آخ          | کلمه‌ٔ افسوس |
| ۶     | H h | ه / هـ        | Hawa      | هاوا        | بله        |
| ۷     | J j | ج             | Jan       | جان         | جان        |
| ۸     | Ž Ž | ژ             | Žurnal    | ‌ ژوُرنال     | مجله       |
| ۹     | K k | ک             | Kiçi      | کیچی        | کوچک       |
| ۹     | K k | ق             | Çaky چاقیٛ | چاقو        |            |
| ۱۰    | L l | ل             | El        | ال‌          | دست        |
| ۱۱    | M m | م             | Möý       | مؤی         | عنکبوت     |
| ۱۲    | N n | ن             | Näçe      | نأچه        | چند        |
| ۱۳    | Ň ň | نگ            | Deň       | دنگ         | برابر      |
| ۱۴    | P p | پ             | Pul       | پوُل         | پول        |
| ۱۵    | R r | ر             | Ýer       | یر          | زمین       |
| ۱۶    | S s | ث / س / ص‌     | Sen       | سن          | تو         |
| ۱۷    | Ş ş | ش             | Şara      | شارا        | کباب       |
| ۱۸    | T t | ت / ط         | Toý       | توْی         | جشن        |
| ۱۹    | W w | و             | Aw        | ‌آو          | شکار       |
| ۲۰    | Ý ý | ی             | Ýaş       | یاش         | جوان       |
| ۲۱    | Z z | ز / ذ / ض / ظ | Az        | آز          | اندک       |

توضیح
چهار واکه Y، U، O، A را بم یا پسین و پنج واکه I، Ü، Ö، E، Ä را زیر یا پیشین می‌خوانند. در زبان ترکمنی طبق قانون هماهنگی اصوات، تمامی واکه‌های یک واژه از یک نوع (زیر یا بم) می‌باشند. این قوانین پیشتر توضیح داده شدند.

## الفبای عربی ترکمنی شوروی
البته که زبان ادبی ترکی در آسیای مرکزی، بر پایه الفبای عربی بوده است. و اینکه، به کاستی‌ها و ایرادات الفبای عربی عربی-فارسی بدون هیچ تغییر و یا استانداردسازی برای زبان ترکمنی، در بخش‌های بالاتر اشاره شد.
در ترکمنستان تحت سلطهٔ روسیه تزاری، و پس از آن، در ترکمنستان شوروی تا اواخر ۱۹۲۰ میلادی (پیش از آنکه در سال ۱۹۲۹ میلادی الفبای لاتین بر زبان و ادب ترکمن تحمیل شود) از الفبای عربی برای نوشتار زبان ترکمنی استفاده می شده. اما، از آنجا که سیاست شوروی گسترش سوادآموزی سراسری، و تطبیق ادب و نوشتار با زبان‌ها و گویش‌های محلی ملل مختلف تحت حاکمیت شوروی بودی، مانند سایر زبان‌های ترکی در اتحاد جماهیر شوروی (مانند زبان‌های قزاقی، تاتار، ازبکی)، نوشتار عربی ترکمنی خود دچار تحولات و استانداردسازی شد. این رسم الخط پایهٔ اثرات ادبی-آموزشی متعددی به زبان ترکمنی در شوروی بود. البته این پروسه مجزاء از پروسهٔ فوق‌الذکر در دهه‌های اخیر در ایران بوده، و با  کنار گذاشته شدن خط عربی در شوروی، این رسم الخط نیز به فراموشی سپرده شد.
در الفبای عربی ترکمنی شوروی، ۹ واکه به صورت زیر نوشته می‌شدند، ۸ تای آن، به صورت زوج، با ۴ حرف، و نهمین آن، با حرف دیگری.
|                                               |             | لبی      | لبی      | غیر لبی         | غیر لبی      | غیر لبی     | غیر لبی  |     |
|                                               |             | تنگ      | باز      | تنگ             | تنگ          | تنگ         | باز      | باز |
| --------------------------------------------- | ----------- | -------- | -------- | --------------- | ------------ | ----------- | -------- | --- |
| پسین یوغېن چەكېمې سەس‌لەر ýogyn çekimli sesler | عربی        | اۇ / ۇ   | او / و   | اېـ / ېـ / ې    | اېـ / ېـ / ې | آ / ‍ـا       | آ / ‍ـا    |     |
| پسین یوغېن چەكېمې سەس‌لەر ýogyn çekimli sesler | معادل لاتین | U u      | O o      | Y y             | Y y          | A a         | A a      |     |
| پسین یوغېن چەكېمې سەس‌لەر ýogyn çekimli sesler | آوانگاری    | [u]      | [o]      | [ɯ]             | [ɯ]          | [ɑ]         | [ɑ]      |     |
| پیشین اېنچه چەكېمې سەس‌لەر inçe çekimli sesler | عربی        | ٴاۇ / ٴۇ | ٴاو / ٴو | ٴاېـ / ٴېـ / ٴې | اە / ە / ـە  | اە / ە / ـە | ٴا / ٴـا |     |
| پیشین اېنچه چەكېمې سەس‌لەر inçe çekimli sesler | معادل لاتین | Ü ü      | Ö ö      | I i             | E e          | E e         | Ä ä      |     |
| پیشین اېنچه چەكېمې سەس‌لەر inçe çekimli sesler | آوانگاری    | [y]      | [ø]      | [i]             | [ɛ]          | [ɛ]         | [æ]      |     |

در رسم الخط عربی ترکمنی شوروی، برای نشان دادن تفاوت بین واکه‌های پسین و پیشین، مانند الفبای عربی قزاقی، از همزه استفاده می‌شود. همزه در این رسم الخط صدایی ندارد، اما نقش مهمی را ایفا می‌کند. همزه نه بر روی حروف، بلکه پیش از کلمات می‌آید.
نقش همزه برای نشان دادن واکه‌های پیشین (حروف صداداری که در جلوی دهان ادا می‌شوند)، حروف صداداری که در الفبای لاتین ترکمنی، با حروف ä i ö ü نوشته می‌شوند. به‌طور مثال ضمیر اول شخص جمع «بیز» (biz)، در این رسم الخط، ٴبېز نوشته می‌شود.
اما باید توجه داشت که استثناهایی هم وجود دارند، و در بعضی موارد، نیازی به نوشتن همزه نیست. اول این‌که کلماتی که در آنها حروف «e / اِ ـِ‌ ـه» (اە / ە / ـە) وجود دارد، به دلیل اینکه این حرف، واکه‌های پیشین است، دیگر نیازی به همزه برای مشخص کردن اینکه سایر واکه‌های کلمه نیز پیشین هستند وجود ندارد. همین‌طور، کلماتی که دارای یکی از حروف «ك / گ» می‌باشند، بدون همزه نوشته می‌شوند. بر اساس قوانین فونولوژیک ترکمنی، این واکه‌ها تنها به همراه واکه‌های پیشین نوشته می‌شوند، و در نتیجه نیازی به همزه نخواهند داشت.
از جمله دیگر نکاتی که در تدوین این رسم الخط وجود دارد، اول وجود داشتن «ڭ» معادل «نگ» می‌باشد. و دوم، تلاش برای تفاوت قائل شدن بین «و»، «ی»، و «هـ ـه» مصوتی و صامتی می باشد. همان‌طور که اشاره شد، دو حرف «او / و» و «اۇ / ۇ» برای واکه‌های «o ö» و «u ü» تعیین شده بودند. برای حرف «و» صامت (معادل w در لاتین)، حرف واو-سه نقطه «ۋ» در نظر گرفته شده بود. برای حرف «ی»، مصوت‌های «i» و «y» با حرف یِ-دو نقطهٔ عمودی «اېـ / ېـ / ې» نشان‌داده می‌شوند، و حرف صامت «ی» با همان «ی» بدون تغییر. برای مثال، نام یکی از روزنامه‌های ترکمنی آن دوران، مدنیت (medeniyet) به صورت «مەدەنېیەت» نوشته می شد. 
و دیگر اینکه، در پی اصلاح رسم الخط عربی در ترکمنی، مانند پروژه‌های مشابه در سایر زبان‌های ترکی شوروی، اعمال سرسختانهٔ حذف حروف هم‌آوا در واژگان وارده از عربی، و جایگزینی آن‌ها با یک حرف بوده.
| شماره | حرف             | معادل عربی (ایران - امروزه) | معادل لاتین | آوانگاری |
| ----- | --------------- | --------------------------- | ----------- | -------- |
| ۱     | آ / ـا          | آ / ـا                      | A a         | [a]      |
| ۲     | ٴا / ٴـا        | أ / ـأ                      | Ä ä         | [æ]      |
| ۳     | ب               | ‌ب                           | B b         | [b]      |
| ۴     | پ               | ب                           | P p         | [p/pʰ]   |
| ۵     | ت               | ت / ط                       | T t         | [t/tʰ]   |
| ۶     | ج               | ‌ج                           | J j         | [dʒ]     |
| ۷     | چ               | چ                           | Ç ç         | [tʃ]     |
| ۸     | ح               | ح                           | H h         | [h~χ]    |
| ۹     | خ               | خ                           | H h         | [χ]      |
| ۱۰    | د               | د                           | D d         | [d̪]      |
| ۱۱    | ر               | ر                           | R r         |          |
| ۱۲    | ز               | ذ / ز / ض / ظ               | Z z         | [ð]      |
| ۱۳    | ژ               | ‌ ژ                          | Ž ž         | [ʒ]      |
| ۱۴    | س               | ‌ ث / س / ص                  | S s         | ‌ [θ]     |
| ۱۵    | ش               | ش                           | Ş ş         | [ʃ/ʂ/ɕ]  |
| ۱۶    | ع               | ‌ ع                          | G g         | [ʕ/ʢ]    |
| ۱۷    | غ               | غ                           | G g         | [ɣ/ʁ]    |
| ۱۸    | ف               | ف                           | F f         | [f]      |
| ۱۹    | ق               | ق                           | K k         | [q/ɢ]    |
| ۲۰    | ك               | ‌ ک                          | K k         | [k]      |
| ۲۱    | گ               | گ                           | G g         | [g]      |
| ۲۲    | ڭ               | نگ                          | Ň ň         | [ŋ]      |
| ۲۳    | ل               | ل                           | L l         | [l/ɫ]    |
| ۲۴    | م               | م                           | M m         | [m]      |
| ۲۵    | ن               | ن                           | N n         | [n]      |
| ۲۶    | ۋ               | و                           | W w         | [w~β]    |
| ۲۷    | او / و          | اوْ / وْ                      | O o         | [o]      |
| ۲۸    | ٴاو / ٴو        | اؤ / ؤ                      | Ö ö         | [œ]      |
| ۲۹    | اۇ / ۇ          | اوُ / وُ                      | U u         | [u]      |
| ۳۰    | ٴاۇ / ٴۇ        | اوٚ / وٚ                      | Ü ü         | [y]      |
| ۳۱    | ھ               | هـ ـه                       | h           | [h]      |
| ۳۲    | اە / ە / ـە     | اِ / ــِ / ه                  | E e         | [e]      |
| ۳۳    | یـ / ی          | یـ / ی                      | Ý ý         | [j]      |
| ۳۴    | اېـ / ېـ / ې    | اؽـ / ؽـ / ؽ                | Y y         | [ɯ~ɨ]    |
| ۳۵    | ٴاېـ / ٴېـ / ٴې | ایـ / یـ / ی                | I i         | [ɪ~i]    |

## نمونه متن
ماده ۱ اعلامیه جهانی حقوق بشر
| خط لاتین ترکمنی | خط عربی ترکمنی (مدرن، ایران) | خط عربی ترکمنی (۱۹۲۳-۱۹۲۹، ترکمنستان شوروی) | ترجمه فارسی |
| Hemme adamlar öz mertebesi we hukuklary boýunça deň ýagdaýda dünýä inýärler. Olara aň hem wyždan berlendir we olar bir-birleri bilen doganlyk ruhundaky garaýyşda bolmalydyrlar. | هممه آداملار اؤز مرتبه‌سی و حوُقوُقلارؽ بوْیوُنچا دنگ یاغدای‌دا دوٚنیأ اینیأرلر. اوْلارا آنگ هم وؽجدان برلرن‌دیر و اوْلار بیر-بیرلری بیلن دوْغانلیق روُحوُن‌داقؽ قارایؽش‌دا بوْلمالؽ‌دؽرلار.‎ | ھەممە آداملار ٴاوز مەرتەبەسې ۋە حۇقۇقلارې بویۇنچا دەڭ یاغدای‌دا ٴدۇنیا اېنیارلەر. اولارا آڭ ھەم وېجدان بەرلەن‌دېر ۋە اولار ٴبېر-بېرلەرې بېلەن دوغانلېق رۇحۇن‌داقې قارایېش‌دا بولمالې‌دېرلار.‎ | همه انسان‌ها آزاد به دنیا می‌آیند و از نظر حیثیت و حقوق برابر هستند. آنها دارای عقل و وجدان هستند و باید نسبت به یکدیگر با روحیه برادری رفتار کنند. |

## صفحات مرتبط
- زبان ترکمنی
- الفبای فارسی
- الفبای لاتین
- الفبای ترکی
- آوانگاری
- الفبای آوانگاری بین‌المللی